# Prvenstvo Hrvatske u bejzbolu 1993.
Prvenstvo Hrvatske u bejzbolu za 1993. je osvojila momčad Zagreba.

## Prva liga

### Sjeverna regija
| mj | klub                          | bod |
| -- | ----------------------------- | --- |
| 1. | Olimpija (Karlovac)           | 12  |
| 2. | Zagreb (Zagreb)               | 10  |
| 3. | Deal Varaždin 1181 (Varaždin) | 7   |
| 4. | Medvednica (Zagreb)           | 6   |
| 5. | Dugave (Zagreb)               | 5   |
| 6. | Gajnice (Zagreb)              | 1   |
| 7. | Concordia (Zagreb)            | 0   |

### Južna regija
| mj | klub            | bod |
| -- | --------------- | --- |
| 1. | Nada (Split)    | 4   |
| 2. | Nada 80 (Split) | 0   |
| 3. | Donat (Zadar)   | 0   |

### Doigravanje
| klub1                                                               | pob-por       | klub2         | rezultati      |
| poluzavršnica                                                       | poluzavršnica | poluzavršnica | poluzavršnica  |
| ------------------------------------------------------------------- | ------------- | ------------- | -------------- |
| Olimpija                                                            | 2-1           | Nada          | 2:7*, 3:1, 7:2 |
| Deal Varaždin 1181                                                  | 0-2           | Zagreb        | 4:14*, 1:15    |
|                                                                     |               |               |                |
| završnica (Hrvatska serija)                                         |               |               |                |
| Olimpija                                                            | 0-2           | Zagreb        | 5:9, 7:12      |
|                                                                     |               |               |                |
| * domaća utakmica za klub1 obje utakmice završnice igrane u Zagrebu |               |               |                |